# Coppa Sabatini 1985
La Coppa Sabatini 1985, trentatreesima edizione della corsa, si svolse il 27 luglio 1985 su un percorso di 195 km. La vittoria fu appannaggio dell'italiano Marino Amadori, che completò il percorso in 5h17'34", precedendo il portoghese Acácio da Silva e lo spagnolo Marino Lejarreta.

## Ordine d'arrivo (Top 10)
| Pos. | Corridore          | Squadra                   | Tempo    |
| ---- | ------------------ | ------------------------- | -------- |
| 1    | Marino Amadori     | Alpilatte-Cierre          | 5h17'34" |
| 2    | Acácio da Silva    | Malvor-Bottecchia         | a 0'26"  |
| 3    | Marino Lejarreta   | Alpilatte-Cierre          | a 0'28"  |
| 4    | Davide Cassani     | Santini-Krups-Conti-Galli | a 1'33"  |
| 5    | Ezio Moroni        | Atala                     | a 1'50"  |
| 6    | Claudio Corti      | Supermerati Brianzoli     | s.t.     |
| 7    | Giuseppe Passuello | Gis-Gelati                | a 1'56"  |
| 8    | Urs Zimmermann     | Carrera-Inoxpran          | s.t.     |
| 9    | Pierino Gavazzi    | Atala                     | s.t.     |
| 10   | Silvano Contini    | Ariostea                  | s.t.     |